# Malvín
Malvín es un barrio de la ciudad de Montevideo, capital de Uruguay, limítrofe con el Río de la Plata (al sur) y con los barrios Buceo (al oeste), Malvín Norte (al norte) y Punta Gorda (al este).
Entre los lugares de interés más importantes del barrio destacan las sedes del Club Malvín, la del Club Unión Atlética y la del Club Social y Deportivo Huracán Buceo, así como la Isla de las Gaviotas, formación rocosa a escasos metros de la costa montevideana.

## Historia

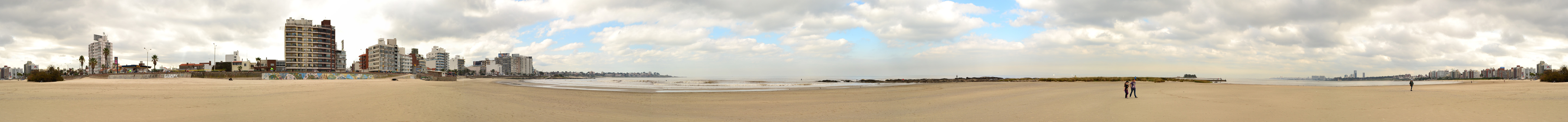
Playa Malvín y rambla

Cine de la playa Malvín

Esta zona residencial, ubicada a veinte minutos del centro de la ciudad, anteriormente fue un balneario muy concurrido por la belleza de sus dos playas, Playa Malvín y Playa Honda. Con el paso del tiempo, la expansión de la ciudad se tradujo en un importante desarrollo edilicio del barrio, que aumentó notoriamente su población hasta convertirse en una de las zonas de mayor crecimiento de la ciudad.

### Actualidad

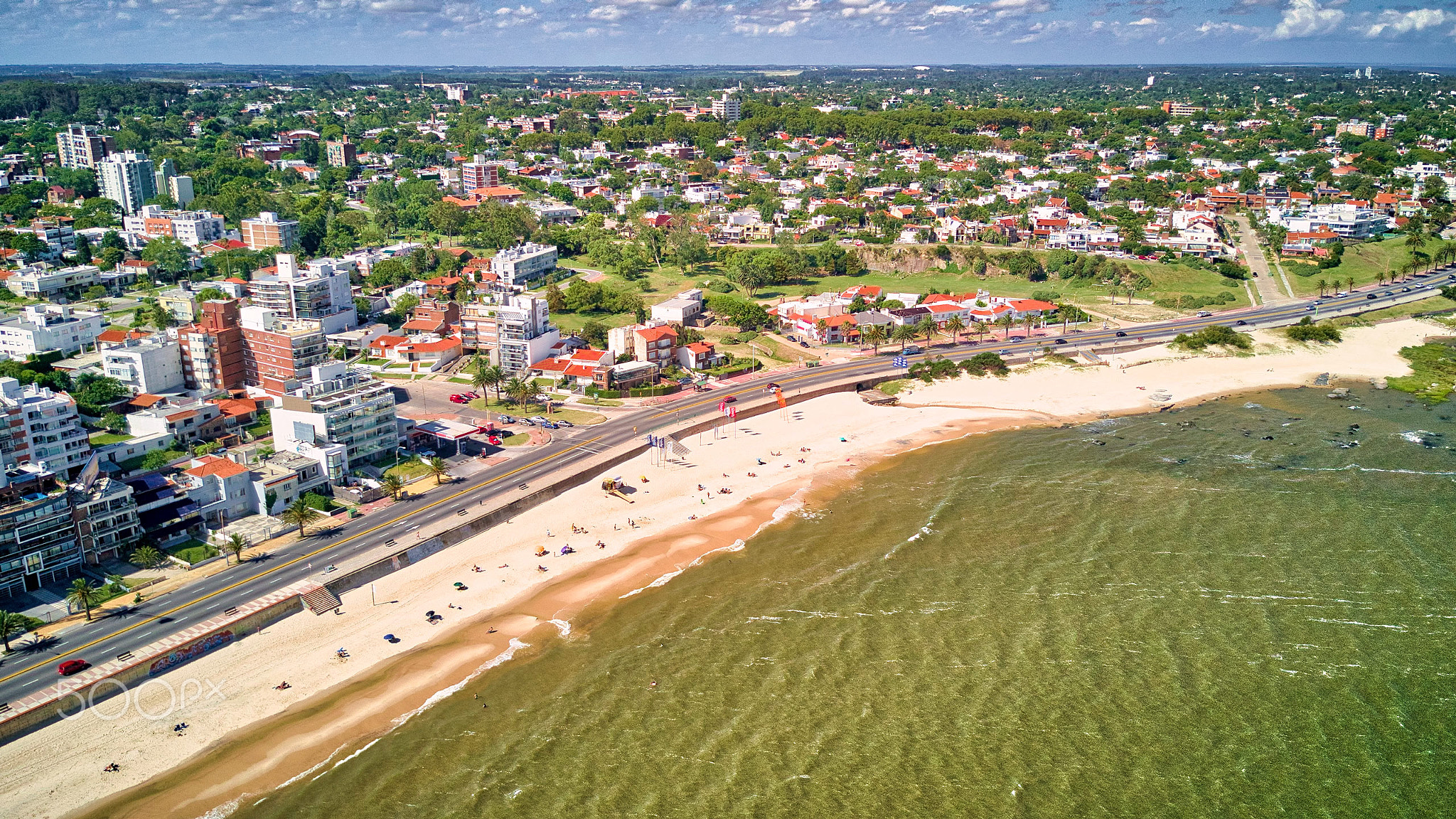
Playa Honda

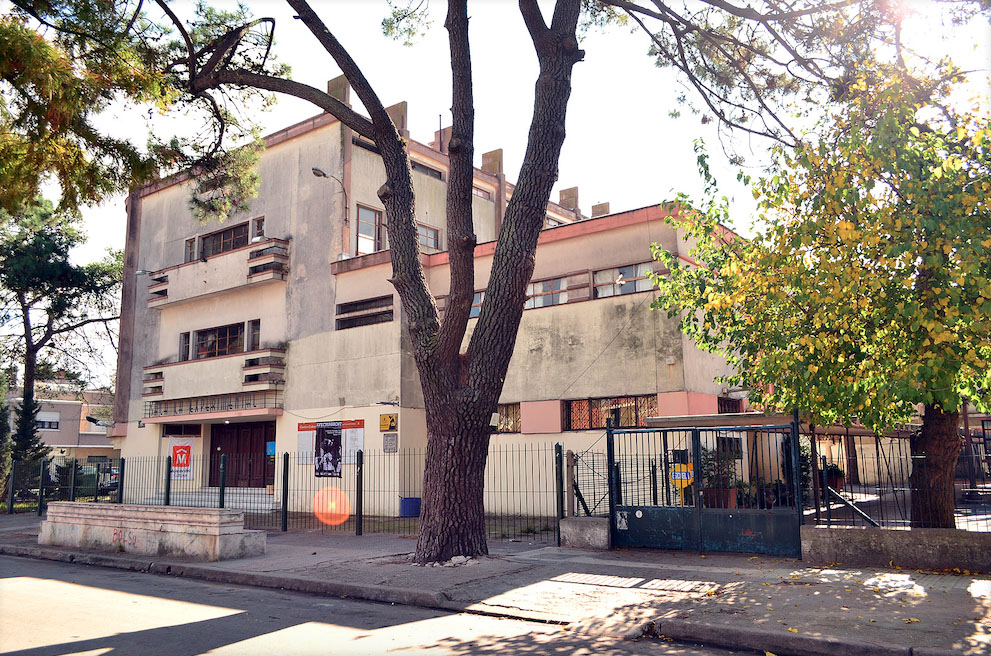
Escuela Experimental de Malvín

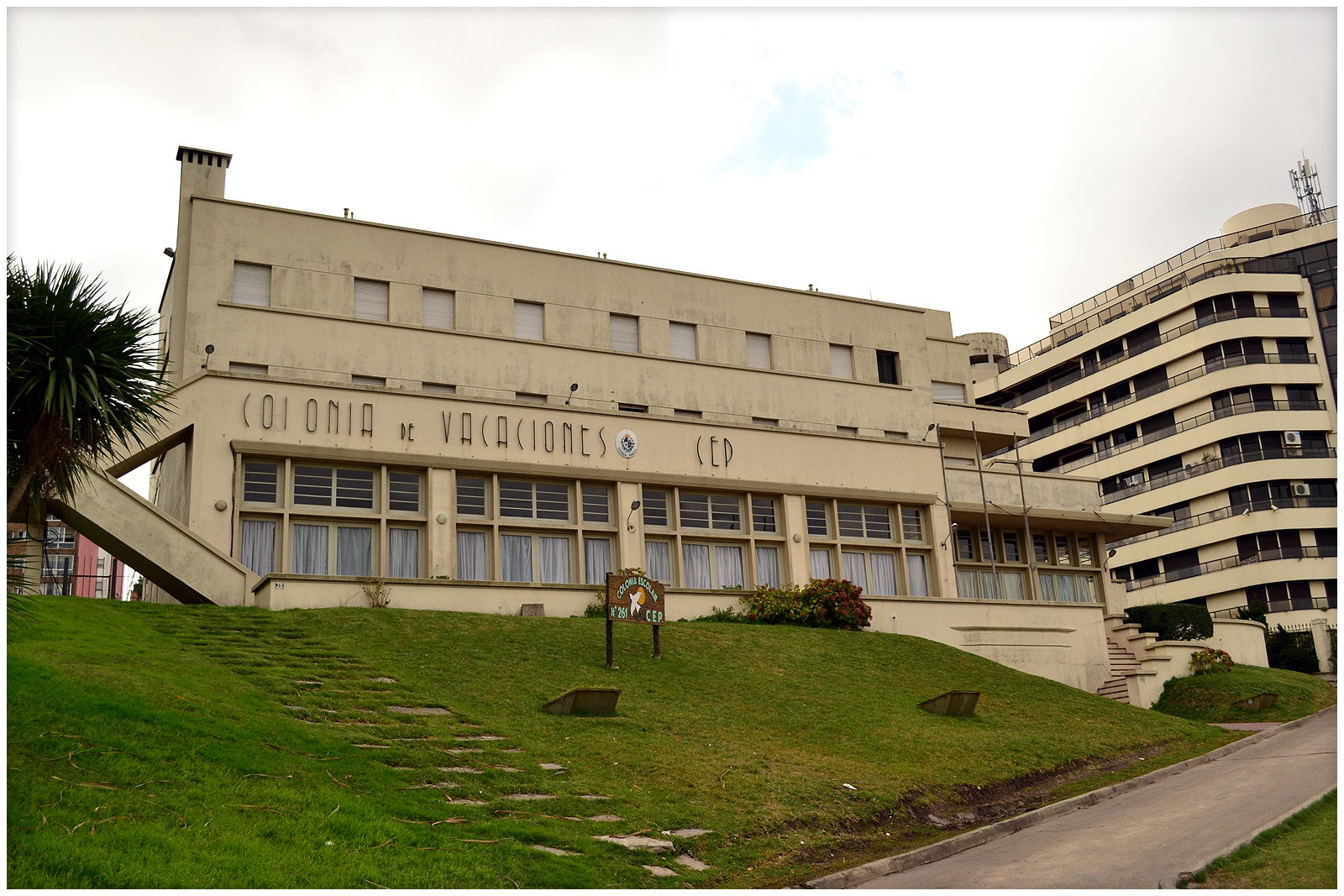
Colonia de Vacaciones del Consejo de Educación Primaria.

Hoy en día, Malvín se caracteriza por ser uno de los barrios más codiciados de la capital uruguaya. El precio del metro cuadrado en esta zona es uno de los más caros de la ciudad (junto con las zonas de Carrasco, Punta Gorda, Pocitos y Punta Carretas). 
Su cercanía a la costa, sus apacibles calles arboladas, la calidez de sus vecinos, y ese particular aire "bohemian chic" que se respira en el barrio, han determinado que Malvín pasara de ser un barrio de clase media en sus inicios, a ser actualmente un vecindario de clase social alta y exclusiva.
Se destaca actualmente la expansión del barrio a través de la construcción de diversas torres, de las que se destacan: las "Lunas de Malvín", "E-tower Sky", "Distrito M" y "Estrellas de Malvin", entre otros.
Además, a fines de 2020 se inauguró Plaza Italia Shopping, el sexto centro comercial de Montevideo, ubicado en la intersección de la calle Colombes y Avda. Italia. Ampliándose así la oferta comercial y gastronómica de la zona.